# Pseudomyrmex gracilis
Pseudomyrmex gracilis es una especie de hormiga del género Pseudomyrmex, subfamilia Pseudomyrmecinae. Fue descrita científicamente por Fabricius en 1804.
Es una especie grande y delgada nativa de México y las zonas áridas de los Estados Unidos. Las obreras miden entre 8 y 10 milímetros (0,31 a 0,39 pulgadas) de largo y, por lo general, tienen una apariencia y un estilo de movimiento similares a las de una avispa. Las hormigas obreras son bicolores; la cabeza y el gáster son oscuros, mientras que las antenas, las piezas bucales, el tórax y las patas son de color naranja mate con sombras oscuras. A menudo se les puede ver en la vegetación, buscando insectos vivos o recolectando mielada de insectos chupadores de savia.
Si la colonia alguna vez se encuentra sin una reina, las hormigas obreras forman jerarquías de dominio al pelear con sus antenas. Esto lleva a que un par de individuos de alto rango pongan huevos hasta que regrese una nueva reina.